# Giuseppe Nascimbeni
Giuseppe Nascimbeni (Torri del Benaco, 22 marzo 1851 – Castelletto di Brenzone, 21 gennaio 1922) è stato un presbitero italiano, fondatore della congregazione delle Piccole Suore della Sacra Famiglia. Nel 1988 è stato proclamato beato da papa Giovanni Paolo II.

## Biografia

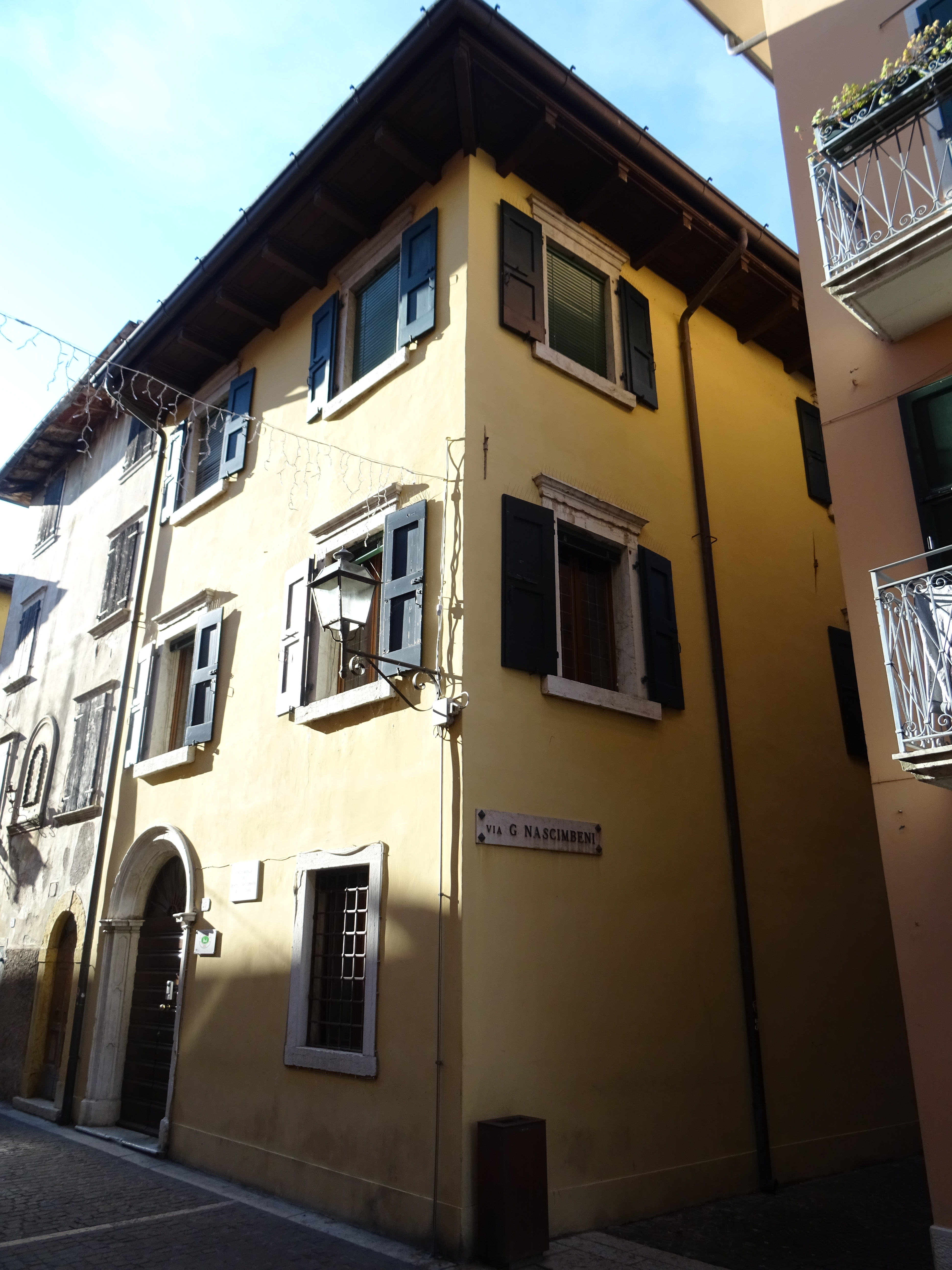
La casa natale di Nascimbeni a Torri del Benaco

### L'infanzia e gli studi
Giuseppe Nascimbeni nasce a Torri del Benaco, un paesino sulla sponda veronese del Lago di Garda, il 22 marzo 1851. Terminati gli studi elementari, con l'aiuto della madre, entra al collegio  Mazza di Verona, ma con scarsi risultati, tanto che non viene ammesso all'anno successivo. Deciso a riprovare, nel novembre del 1863 riprende i libri e completa gli studi a pieni voti. Inizia, un po' titubante, il corso in seminario, ma ogni giorno di più la sua scelta si rivelerà matura e pienamente consapevole.

### La vita sacerdotale
La vestizione clericale è l'8 dicembre 1869 a Torri, il diaconato nel 1874 e il 9 agosto dello stesso anno è ordinato sacerdote da Luigi di Canossa. Il 22 agosto 1874 ottiene il diploma di maestro, "professione" che eserciterà nella sua prima parrocchia, S. Pietro di Lavagno, assieme agli usuali compiti del sacerdote. Ad un passo dall'essere "eletto parroco a furor di popolo", don Giuseppe decise di farsi trasferire per non soppiantare il suo parroco; così fu assegnato a Castelletto di Brenzone, con don Donato Brighenti, ormai anziano e bisognoso di aiuto.

### A Castelletto

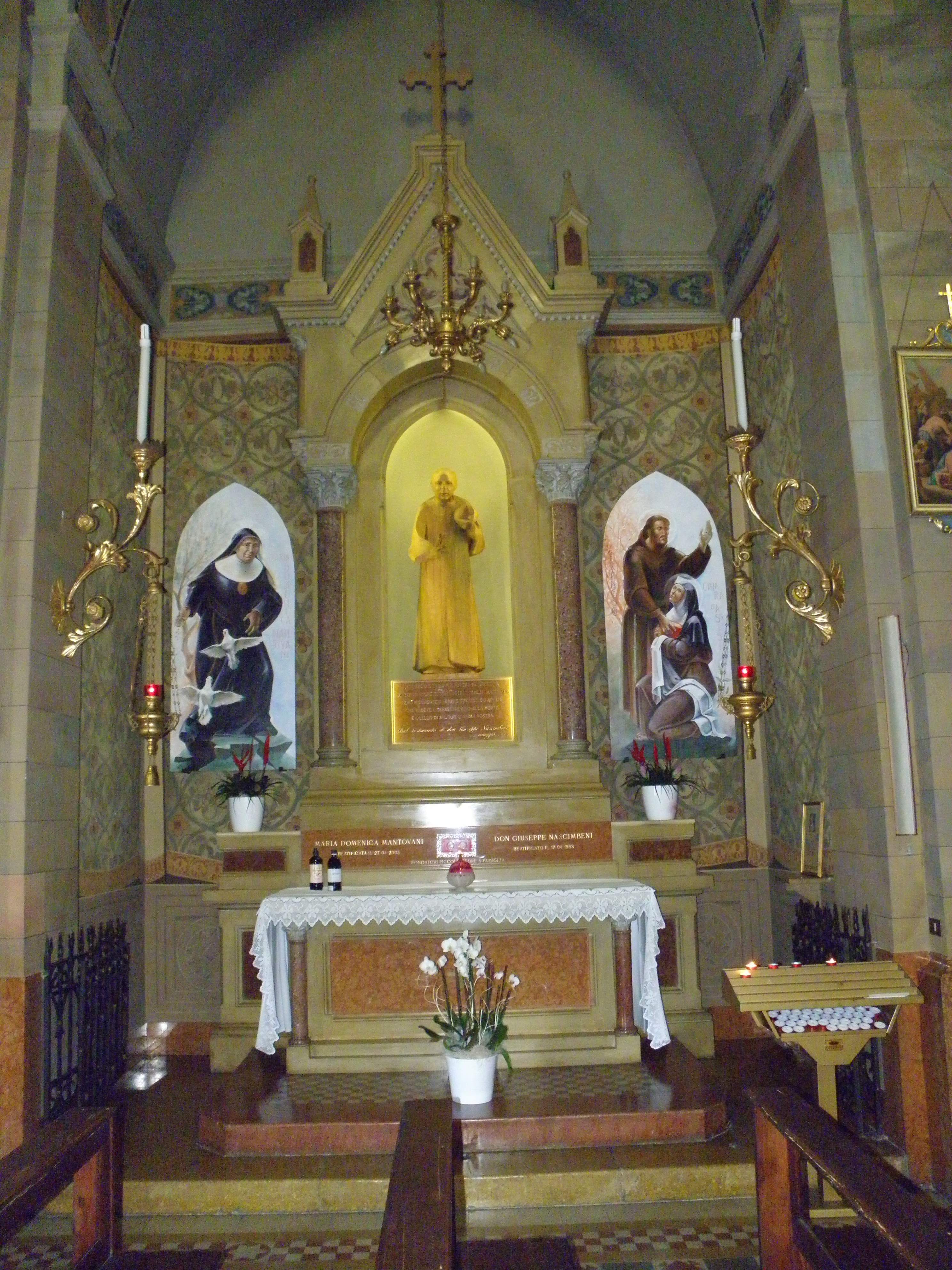
Interno della chiesa parrocchiale di San Carlo Borromeo a Castelletto di Brenzone; ai lati dell'altare sono raffigurati santa Maria Domenica Mantovani e don Giuseppe Nascimbeni

Don Giuseppe conosceva bene la realtà di Castelletto, perché era un po' la realtà che aveva vissuto da ragazzo a Torri, dal quale dista solo pochi chilometri. Quasi completamente isolato in termini di trasporti (ad eccezione dei battelli e di una vecchia mulattiera), Castelletto versa in una condizione di povertà non solo economica che il Nascimbeni riuscirà a lenire con il suo amore per il paese, con la sua operosità e con la sua preghiera. Oltre alle attività parrocchiali, quelle dell'oratorio e quelle scolastiche (che ha avuto fino al 25 gennaio 1885, quand'è diventato parroco del paese dopo la morte del predecessore, don Brighenti), don Giuseppe pregava che potessero esserci delle suore che lo aiutassero in paese.

### La fondazione delle Piccole Suore della Sacra Famiglia
Dopo molti "No", su consiglio di mons. Bacilieri, fondò le Piccole Suore della Sacra Famiglia, che il 6 novembre 1892 arrivarono a Castelletto ed iniziarono l'opera che ancor oggi portano avanti in Italia e non solo: America Latina, Albania, Africa, con attività che vanno dall'insegnamento nelle scuole all'accoglienza di orfani, dagli ospedali ai ricoveri per anziani. Il 19 novembre 1905 c'è la posa della prima pietra della nuova chiesa: la vecchia, ormai in rovina, doveva essere abbattuta perché d'intralcio alla nuova Gardesana, che avrebbe portato i collegamenti tra tutti i paesini del lago. Nel frattempo, don Giuseppe aveva portato Castelletto all'autosufficienza: le poste, l'elettricità, ecc. La fondazione delle Piccole Suore, assieme a Madre Maria Domenica Mantovani, arriva lontano: 
nel 1910 Mons. Nazareno Patrizi patrocinò la causa di approvazione dell’Istituto e delle Costituzioni delle Suore della Sacra Famiglia.  Essa ebbe esito positivo con approvazione della Santa Sede ed emanazione del decreto di lode.
Oltre alla grande affluenza di giovani nel neonato istituto, i cui patroni sono la S. Famiglia, S. Carlo Borromeo, S. Filippo Neri, il S. Curato d'Ars e S. Francesco d'Assisi e il cui motto è "Pregare, Lavorare e Patire", il Padre (così veniva chiamato don Giuseppe) manda le sue suore anche negli ospedali militari durante la Grande Guerra; Castelletto, infatti, si trovava vicino al confine con l'Austria.

### La malattia e la morte
Alla vigilia del 1917, don Giuseppe è colpito da  apoplessia e paralisi. Nel novembre del 1917, dopo essersi lentamente ripreso, celebra il 25° della fondazione. Nel 1921, dopo essersi ripreso dall'epidemia di influenza spagnola e un attacco di diabete, ebbe un nuovo collasso che aggravò notevolmente la sua situazione. Nella notte tra il 20 e il 21 gennaio 1922 muore. Viene proclamato beato da Giovanni Paolo II nell'aprile del 1988 a Verona.